# مسح الأفق
مسح الأفق (بالإنجليزية: Horizon scanning)‏ هو طريقة من الدراسات المستقبلية، يُنظر إليها أحيانًا على أنها جزء من الاستبصار. إنه الاكتشاف المبكر وتقييم التهديدات أو التقانات الناشئة بشكل أساسي لصانعي السياسات في مجال من الاختيار. تشمل هذه المجالات الزراعة، الدراسات البيئية، الرعاية الصحية، الأمن البيولوجي، وسلامة الأغذية.
تذكر بعض المصادر النظام المنسق باعتباره اسمًا بديلًا للمسح البيئي، أو تنظر إلى النظام المنسق كمجموعة فرعية من المسح البيئي، أو على الأقل يقترح المسح البيئي ليكون له هدف مماثل لمسح الأفق. باختصار، المسح البيئي لديه اختلافات رئيسية مع النظام المنسق. يهتم المسح البيئي بالأحرى بتوفير معلومات خاصة بالصناعة لاتخاذ القرارات قصيرة الأجل في بيئة تنافسية.